# Charlotte Rindom
Charlotte Rindom (født 1962) har været teaterleder på Teater Får302 siden 2007. Hun er tidligere danser og koreograf bl.a. i Micado danse Ensemble, på danske teatre, i fjernsynet og på film.